# Kim Hje-im
Kim Hje-im (* 6. prosince 1985) je bývalá korejská sportovní šermířka, která se specializovala na šerm šavlí. Jižní Koreu reprezentovala v prvním desetiletí jednadvacátého století. V roce 2006 obsadila třetí místo na mistrovství světa v soutěži jednotlivkyň.